# Cheumatopsyche anthracias
Cheumatopsyche anthracias är en nattsländeart som beskrevs av Wolfram Mey 1996. Cheumatopsyche anthracias ingår i släktet Cheumatopsyche och familjen ryssjenattsländor. Inga underarter finns listade i Catalogue of Life.